# 新前橋運輸区
新前橋運輸区（しんまえばしうんゆく）は、群馬県前橋市にかつて存在した東日本旅客鉄道（JR東日本）高崎支社の運転士・車掌が所属する組織である。2024年3月15日限りで廃止し、現在は前橋統括センター乗務ユニット。

## 概要
新前橋運輸区は、高崎支社管内の路線の運行列車を担当する乗務員組織で、旧・新前橋電車区の運用範囲（主に両毛線・吾妻線全線など）を引き継いでいる。国鉄時代には、上越線石打、信越本線長野までの乗務があった。
現名称になったのは、2005年（平成17年）12月10日に高崎車掌区の一部と新前橋電車区運転部門が統合してからである。

## 沿革
1956年（昭和31年）11月15日に高崎第二機関区に設置された電車検修・運転部門を源流とし、同月19日のダイヤ改正に伴い80系36両が配置されたことを機に業務を開始した。1958年（昭和33年）4月1日には新前橋駅に隣接して高崎第二機関区新前橋派出所が新設され、同月15日に高崎第二機関区電車検修・運転部門が新前橋派出所に移転、1959年（昭和34年）4月20日に新前橋電車区として独立した。
高崎地区の一大電車基地となった新前橋電車区は、1962年（昭和37年）6月10日の特急「とき」および1966年（昭和41年）10月1日の特急「あさま」の運行開始（乗務員が新潟および長野へ乗り入れ）、1967年（昭和42年）6月10日の長野原線（現・吾妻線）渋川 - 長野原間の電化および1968年（昭和43年）9月1日の両毛線の全線電化を経て乗務範囲を拡大させていった。
1987年（昭和62年）4月1日の国鉄分割民営化では東日本旅客鉄道に継承され、管轄組織も高崎鉄道管理局から東京圏運行本部高崎運行部へと変わった。1988年（昭和63年）4月1日に管轄組織改正により、東京圏運行本部高崎運行部が高崎支社に改称、本区は同支社の管轄となる。その後、2005年（平成17年）12月10日に新前橋電車区が運転部門と検修部門とに分割され、運転部門は高崎車掌区の一部と統合して新前橋運輸区となった。なお、検修部門は高崎車両センターとなっている。
2024年（令和6年）3月16日、組織改編によって新前橋運輸区が廃止され、前橋統括センターの一部となった。

### 年表
- 1956年（昭和31年）11月
  - 15日 - 高崎第二機関区に電車検修・運転部門を設置[6]。
  - 19日 - 同機関区に80系38両が配置、職員75名（乗務員24名、検修その他51名）の体制で業務活動開始[7][1]。
- 1958年（昭和33年）4月
  - 1日 - 新前橋駅構内に高崎第二機関区新前橋派出所を新設[8]。
  - 15日 - 高崎第二機関区電車検修・運転部門が新前橋派出所に移転、全面使用開始[1][7][6]。
- 1959年（昭和34年）4月20日 - 高崎第二機関区新前橋派出所が新前橋電車区として独立[1][7][6][10]。
- 1962年（昭和37年）6月10日 - 特急「とき」の運行開始伴い、乗務を担当[1]。
- 1966年（昭和41年）10月1日 - 特急「あさま」の運行開始に伴い、乗務を長野まで担当。同時に乗務員の新潟への乗り入れを開始[1]。
- 1967年（昭和42年）6月10日 - 長野原線（現・吾妻線）渋川駅 - 長野原駅間の電化[11]に伴い、長野原線の乗務を担当[1]。
- 1968年（昭和43年）9月1日 - 両毛線の全線電化[注 2]に伴い、両毛線全線の乗務を担当[1]。
- 1987年（昭和62年）4月1日 - 国鉄分割民営化により東日本旅客鉄道が発足、高崎鉄道管理局から東京圏運行本部高崎運行部に移管[12]。
- 1988年（昭和63年）4月1日 - 東京圏運行本部高崎運行部が高崎支社に改称[12]、本区は同支社の管轄となる。
- 2005年（平成17年）12月10日 - 高崎車掌区の一部と新前橋電車区運転部門が統合、新前橋運輸区として発足[3][4][5]。
- 2024年（令和6年）3月16日 - 前橋営業統括センターと統合し、前橋統括センター発足。当区は廃止。

## 運転士乗務範囲
- 東北本線（宇都宮線）：上野 - 東大宮操車場間
- 高崎線：大宮 - 高崎間
- 上越線：高崎 - 水上間
- 両毛線：新前橋 - 小山間
- 吾妻線：渋川 - 大前間
- 山手・東北貨物線（湘南新宿ライン）：新宿 - 大宮間

## 車掌乗務範囲
普通列車
- 高崎線：上野 - 高崎間
- 上越線：高崎 - 水上間
- 両毛線：新前橋 - 小山間
- 吾妻線：渋川 - 大前間
- 湘南新宿ライン：新宿 - 大宮間

優等列車
- 特急草津・四万：上野 - 長野原草津口間
- 特急あかぎ：上野 - 高崎間

臨時列車
- 特急水上：上野 -水上間